# 朱绍侯
朱绍侯（1926年11月—2022年7月23日），男，辽宁新民人，中国历史学家，河南大学教授、历史系原主任，曾任中国史学会理事。